# Лямер, Шарль Гийом
Шарль Гийом Лямер (фр. Charles Guillaume Lamaire; 1760—1822) — французский военный деятель, полковник (1807 год), барон (1808 год), участник революционных и наполеоновских войн.

## Биография
Родился в семье садовника Жана Мишеля Лямера (фр. Jean Michel Lamaire; 1720—) и его супруги Мари Саврё (фр. Marie Barbe Savreux; ок.1723—).
Начал военную службу 5 декабря 1778 года простым солдатом в пехотном полку Савуа-Кариньяна, переименованного 20 ноября 1785 года в Ангулемский пехотный полк (с 1 января 1791 года - 34-й пехотный полк). С 1779 по 1783 год принимал участие в боевых действиях войны за независимость Соединённых Штатов. После возвращения на родину служил в гарнизонах Сент-Омера, Камбре и Кана. Участвовал в кампаниях 1792-96 годов в рядах Северной армии, сражался при Жемаппе, Неервиндене, где был ранен пулей в правую ногу, Ондскоте, Ваттиньи и Флёрюсе. 27 июня 1797 года назначен командиром гренадерской роты 15-й полубригады линейной пехоты в Западной армии. Участвовал в кампаниях 1798-1801 годов в составе Северной, Майнцской, Батавской и Рейнской армий. 24 апреля 1800 года произведён в командиры батальона. 3 мая 1800 года отличился при Энгене, где был ранен сабельным ударом в голову. Затем был при Биберахе и при Гогенлиндене.
В декабре 1803 года переведён в 108-й полк линейной пехоты, который был частью пехотной дивизии Фриана в лагере Брюгге Армии Берегов Океана. Участвовал в кампаниях 1805-07 годов. Сражался при Аустерлице. Был ранен при Ауэрштедте. 8 марта 1807 года награждён чином полковника и сменил произведённого в бригадные генералы Жозефа Буайе в должности командира 7-го полка лёгкой пехоты, входившего в состав пехотной дивизии генерала Гюдена. 19 апреля 1809 года контужен пулей в левое бедро в бою между Луккенпойнтом и Динцлингом, но не оставил строя. 6 июля 1809 года получил тяжёлое пулевое ранение в правое бедро в сражении при Ваграме, вследствие чего 20 сентября 1809 года был вынужден передать командование 7-м полком полковнику Люшеру. 8 апреля 1810 года вышел в отставку.
Умер 9 февраля 1822 года в Кемпере в возрасте 61 года. Был женат на Анне Фламан (фр. Anne Françoise Catherine Flamant; 1782—1835).

## Воинские звания
- Капрал (1 октября 1782 года);
- Сержант (8 мая 1783 года);
- Старший сержант (1 июня 1784 года);
- Младший лейтенант (15 сентября 1791 года);
- Лейтенант (20 сентября 1791 года);
- Капитан (3 июля 1792 года);
- Командир батальона (24 апреля 1800 года);
- Майор (18 года);
- Полковник (8 марта 1807 года).

## Титулы
- Барон Лямер и Империи (фр. baron Lamaire et de l'Empire; декрет от 19 марта 1808 года, патент подтверждён 22 ноября 1808 года)[2].

## Награды
Легионер ордена Почётного легиона (14 июня 1804 года)
 Офицер ордена Почётного легиона (7 июля 1807 года)